# Hillsboro (Missouri)
Hillsboro é uma cidade localizada no estado americano de Missouri, no Condado de Jefferson.

## Demografia
Segundo o censo americano de 2000, a sua população era de 1675 habitantes.
Em 2006, foi estimada uma população de 1919, um aumento de 244 (14.6%).

## Geografia
De acordo com o United States Census Bureau tem uma área de
6,2 km², dos quais 6,2 km² cobertos por terra e 0,0 km² cobertos por água.

## Localidades na vizinhança
O diagrama seguinte representa as localidades num raio de 16 km ao redor de Hillsboro.